# 鹿児島電気
鹿児島電気株式会社（かごしまでんきかぶしきがいしゃ）は、明治後期から昭和戦前期にかけて存在した日本の電力会社である。九州電力送配電管内にかつて存在した事業者の一つ。
鹿児島県最初の電気事業者として1898年（明治31年）に開業。鹿児島市とその周辺に電気を供給した。1927年（昭和2年）に熊本電気の傘下に入り、1940年（昭和15年）に同社へ合併されて九州電気となった。
電気事業以外にも鹿児島市内でガス事業を兼営した時期があり、その期間中には社名を電気工業瓦斯株式会社（でんきこうぎょうガス）と称していた。ガス事業者としては日本ガスの前身にあたる。

## 沿革

### 設立と開業
鹿児島電気の創業者は、宮之城島津家の家老家出身の実業家祁答院（けどういん）重義である。祁答院は薩摩半島の生見で銀山を経営していた際、坑内照明をともす目的で水力発電を試み、これに成功した。成功を受けて祁答院は、水力発電による鹿児島市内での電気事業を計画し、1895年（明治28年）に当局へ出願した。そのころ、呉服商岩元信兵衛ら鹿児島商業会議所の関係者が火力発電による電灯会社を出願していたことから、鹿児島県は調整に乗り出し、2派を合同させて資本金10万円にて鹿児島電気株式会社を設立するという計画にまとめた。日清戦争後の企業ブームに乗って鹿児島電気の株式募集は円滑に進み、1897年（明治30年）5月に創立総会の開催に至った。設立なった鹿児島電気の社長には祁答院が就任し、岩元は取締役となった。
鹿児島電気では祁答院が計画した、鹿児島郡伊敷村小山田（現・鹿児島市小山田町）における甲突川による水力発電の方が実現しており、翌1898年（明治31年）7月にこの第一発電所（小山田発電所）が完成し、8月1日より開業、鹿児島市内への供給を開始した。第一発電所には大阪電灯による手配と据付によってペルトン水車と周波数60ヘルツ・出力100キロワットのゼネラル・エレクトリック (GE) 製三相交流発電機が設置され、約12キロメートルはなれた市内六日町（現・名山町）の配電所まで3,500ボルトで送電するという配電システムが構築された。開業時の電灯数は833灯で、六日町や中町などの中心部と伊敷村所在の陸軍歩兵第45連隊で点灯した。電灯料金は10燭終夜灯の場合月額1円であった。
開業なった鹿児島電気は、1891年（明治24年）の熊本電灯（後の熊本電気）の開業から数えて九州地方では5番目の電気供給事業であった。また鹿児島電気以前の事業者はいずれも火力発電を電源としており、鹿児島電気は九州で最初に水力発電を採用した事業者となった。
開業から半年後の1899年（明治32年）初頭には電灯数が1,750灯に増加したことで、出力100キロワットでは発電力不足に陥った。このため鹿児島電気は同年1月に5万円の増資を決定し、2月より第一発電所の下流にて第二発電所（河頭発電所、出力150キロワット）の建設に着手、翌1900年（明治33年）7月に完成させた。これに伴い発電力に余裕が生じたことから動力用電力の供給も可能となり、新聞社や大島紬工場、打綿所、肥料会社などへの供給を始めた。また電灯供給は3,000灯を超えるまでになっている。ただし第二発電所は水路の位置が悪く降雨のたびに破損するという具合に当初不調で、その変更工事に建設費がかさんだために1901年（明治34年）上期に会社は再度5万円の増資を余儀なくされた。

### 事業の拡大

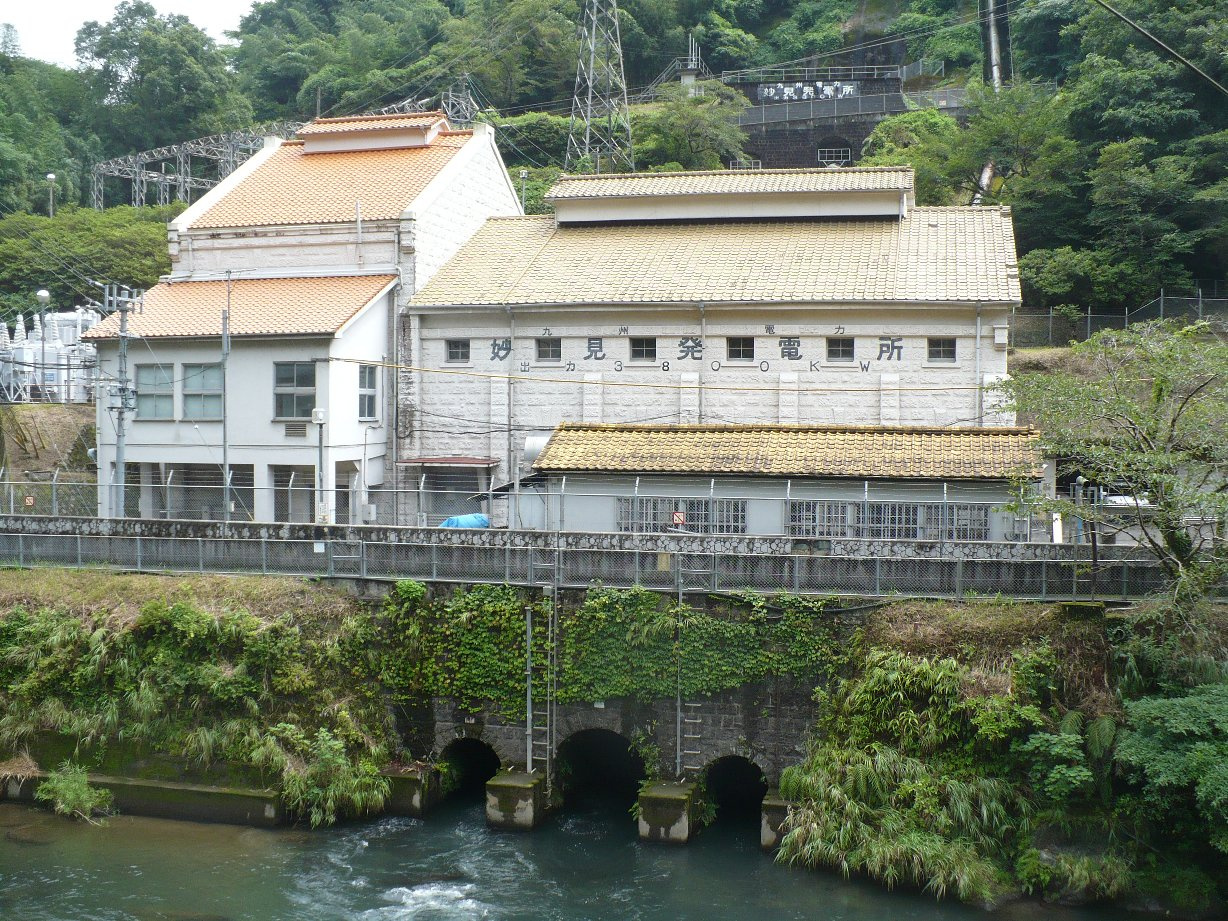
鹿児島県霧島市、天降川に所在する妙見水力発電所

水力発電が電源のため日露戦争中でも全国的な石炭価格高騰の影響を受けることはなく、年率10パーセントの配当継続が可能であった。こうした好業績を背景に1907年（明治40年）5月、鹿児島郡吉野村（現・鹿児島市吉野）の稲荷川にて第三発電所（滝之神発電所、出力150キロワット）の建設に着手、翌1908年（明治41年）8月に竣工させ、会社の総発電力を400キロワットへ引き上げた。第三発電所建設に際して資本金は40万円となった。このように発電力が豊富となったことで、鹿児島電気は積極的な需要開拓を進め、電灯数を年間1,000 - 2,000灯のペースで増加させた。増加によって発電力が逼迫すると、電力消費の少ない金属線電球（発光部分＝フィラメントに炭素線ではなくタングステンを用いる白熱電球）を導入して電力消費の節約を図っている。
1909年（明治42年）7月、100万円へと増資し、姶良郡牧園村持松（現・霧島市牧園町持松）において大型の第四発電所（小鹿野発電所）の建設を決定。翌年着工し、滝ノ神変電所まで約36キロメートルに24キロボルト送電線を架設して1912年（明治45年）3月より新発電所からの送電を開始した。新発電所完成を機に電灯料金を10燭灯月額1円から75銭へ引き下げるとともに供給区域を拡大し、その結果1912年の需要家数は前年比5.2倍の8,864戸、電灯数は2.4倍の2万4,078灯、と供給を大幅に拡大している。その後も電灯・電力供給は拡大し、1912年12月開業の鹿児島電気軌道（現・鹿児島市電）、1913年（大正2年）2月供給開始の国分電気（後の南九州水力電気）といった大口需要も出現した。
需要増加に対処するため1914年（大正3年）12月、第四発電所に発電機を増設して出力を1,360キロワットに引き上げ、4発電所合計の総出力を1,760キロワットとした。しかし1917年（大正6年）春の渇水で1か月にわたって満足な供給ができなくなってしまう。会社は渇水時の補給用として火力発電所の建設を決定し、1919年（大正8年）12月に常用出力1,000キロワットの火力発電所を新設した。また1921年（大正10年）9月に天降川（新川）水系に第五発電所（妙見発電所）を新設、1923年（大正12年）4月には第六発電所を先の第五発電所に統合して増設、出力を800キロワットから2,200キロワットとしている。こうして6発電所合計の総出力は常用4,660キロワット・予備800に達した。
一連の設備増強に伴い1916年（大正5年）に200万円への倍額増資を実施し、1918年（大正7年）12月には一挙に1,000万円へ増資した。経営的にも順調で、1925年（大正14年）上期まで九州の電気事業では最高水準である年率13パーセントの配当維持が可能であった。また供給成績では、1922年（大正11年）下期に電灯数が10万灯に達した。

### ガス事業の兼営
鹿児島電気が電気を供給する鹿児島市内では、電気に遅れて1909年にガス供給事業が計画され、1910年（明治43年）3月に県の事業許可を得て同年7月10日、資本金50万円で鹿児島瓦斯株式会社（鹿児島ガス）というガス会社が設立された。福澤桃介率いる日本瓦斯（1910 - 1925年）が半数の株式を持っており、初代社長には福澤が就いた。
1913年8月になり、鹿児島瓦斯を含む九州・中国地方のガス会社10社が合併し西部合同瓦斯（西部ガスの前身、本社福岡市）が発足する。こうして鹿児島のガス事業は西部合同瓦斯による経営となったものの、第一次世界大戦中に原料石炭価格高騰によって全国のガス事業が経営難になった際、とくに産炭地から離れた鹿児島のガス事業は採算が悪化してしまう。そのため西部合同瓦斯では廃業を検討するが、鹿児島電気は熱用需要を見込んで買収を決定、1917年12月に事業買収契約を締結した。
ガス事業を兼営することとなった鹿児島電気は、翌1918年1月、社名を「電気工業瓦斯株式会社」へ改称した。石炭価格高騰という折柄、会社ではガス灯の電灯への切り替えをただちに進めたため、ガスの需要は低下していった。1923年（大正12年）6月末時点では需要家数がわずか109戸にまで減少している。こうしたガス事業の縮小を受けて、同年4月に社名を元の鹿児島電気へと戻した。その後1928年（昭和3年）5月、鹿児島市内のガス事業は後述の日本水電に売却され、鹿児島電気は電気専業へと戻った。なお、日本水電のガス事業は1941年（昭和16年）に独立して日本瓦斯株式会社（日本ガス）となっている。

### 電気化学工業計画
ガス事業を引き継いだ際に社名に「工業」を追加したのは、電気やガスを利用する工業を兼営しようという目論見からであった。その事業地として選ばれたのは鹿児島県の離島屋久島で、安房川・栗生川にて水利権を獲得。2か所の水力発電所を建設して4万7017キロワットを発電し、それを電源として島内にアンモニア合成工場、硫酸アンモニウム（硫安）工場、ソーダ工場を経営する計画を立てた。
しかしこの化学工業計画はその後の不況で中止されており、実現していない。

### 熊本電気の傘下となる

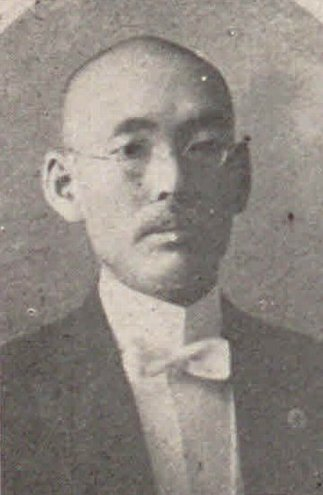
第2代社長永井作次

1926年ごろから鹿児島電気は経営が一時悪化し、1927年（昭和2年）には配当率が年率6パーセントまで低下した。加えて同年1月には創業者の祁答院重義が病気を理由に社長から退き、副社長の永井作次と交代した（永井は1929年4月社長辞任）。こうした中、鹿児島電気は業務提携の相手を探し、熊本の電力会社熊本電気の傘下に入ることとなった。熊本電気は鹿児島電気の全株式20万株のうち3割にあたる6万株余りを1927年6月末までに買収（1928年3月末には4割以上となる）し、さらに役員を派遣して経営を掌握した。
熊本電気の株式買収と同時期、日本水電も鹿児島電気株式の買収を進め、1927年6月末時点で1万5千株を取得していた。同社は1918年設立と後発の電力会社ではあるが、日本窒素肥料（後のチッソ）の傘下に入って規模を拡大し、1924年（大正13年）以来鹿児島県内の電気事業者を相次いで合併。その供給区域は鹿児島市とその周辺を除く、鹿児島県本土の大部分となっていた。前述の通り、鹿児島電気は鹿児島市内のガス事業を日本水電に売却したが、同社とはこれ以外に特段の関係はなく、ガス事業の売却に前後して日本水電は持ち株全部を売却したため同社との資本関係はなくなった。
鹿児島県本土の電気事業者は多くが日本水電に合併されたが、加治木電気だけは鹿児島電気の傘下に入った。加治木電気は鹿児島市の東、姶良郡加治木町（現・姶良市）の会社で、1911年（明治44年）2月に設立。姶良郡のうち加治木町ほか4村を供給区域としていた。鹿児島電気では同社の株式を買収し、1929年（昭和4年）1月には役員を派遣した。さらに1930年（昭和5年）4月、加治木電気から事業を買収する契約を結ぶが、この契約は実行されず、加治木電気はそのまま事業を継続している。
1933年（昭和8年）9月、電源の増強を再開し、6番目の水力発電所として天降川にて塩浸発電所（出力1,840キロワット）を着工、1934年（昭和9年）12月に完成させた。供給成績は1938年（昭和13年）9月末時点で電灯数16万2,975灯、小口電力5,759馬力、大口電力2,733キロワットで、大口の電力供給先は前年時点で鹿児島市交通課（450キロワット）、大日本紡績鹿児島工場（1,000キロワット）、鹿児島地方専売局（280キット）、加治木電気（200キロワット）などが存在した。

### 熊本電気との合併
日中戦争開戦後の1938年、政府が新設の国策会社日本発送電を通じて全国の発電・送電を管理するという電力の国家管理を規定した「電力管理法」が成立し、全国の電気事業者から主要な火力発電設備・送電設備・変電設備を出資させて翌1939年（昭和14年）4月に日本発送電が発足した（第1次電力国家管理）。出資者は33事業者に及んだが、これに鹿児島電気は含まれていない。
こうした国主導の電気事業再編の一方で、1930年代後半は各地で民間事業者による事業再編も進展していた。こうした流れの中で、1940年（昭和15年）2月1日、熊本電気は傘下の鹿児島電気・球磨川電気・竹田水電を合併し、九州電気株式会社へ改称した。この合併で鹿児島電気は解散している。鹿児島市内には鹿児島電気に代わり九州電気鹿児島支店が置かれた。
合併後、電力国家管理が進展して日本発送電への統合強化と配電統制が推進され（第2次電力国家管理）、1941年（昭和16年）8月、「配電統制令」の施行に至る。同令に基づき全国を9ブロックに分割し、地区ごとに国策配電会社を新設してこれに既存配電事業を統合することとなった。九州地方では九州7県に沖縄県を加えた地域の配電事業を九州配電株式会社に統合する方針とされ、発足したばかりの九州電気と日本水電・九州水力電気・東邦電力の4社が統合に参加するよう当局から命令をうけた。このうち九州電気は「配電株式会社となるべき株式会社」に指定され、翌1942年（昭和17年）4月1日の九州配電設立と同時に消滅した。

### 年表
- 1897年（明治30年）
  - 5月 - 鹿児島電気株式会社設立。
- 1898年（明治31年）

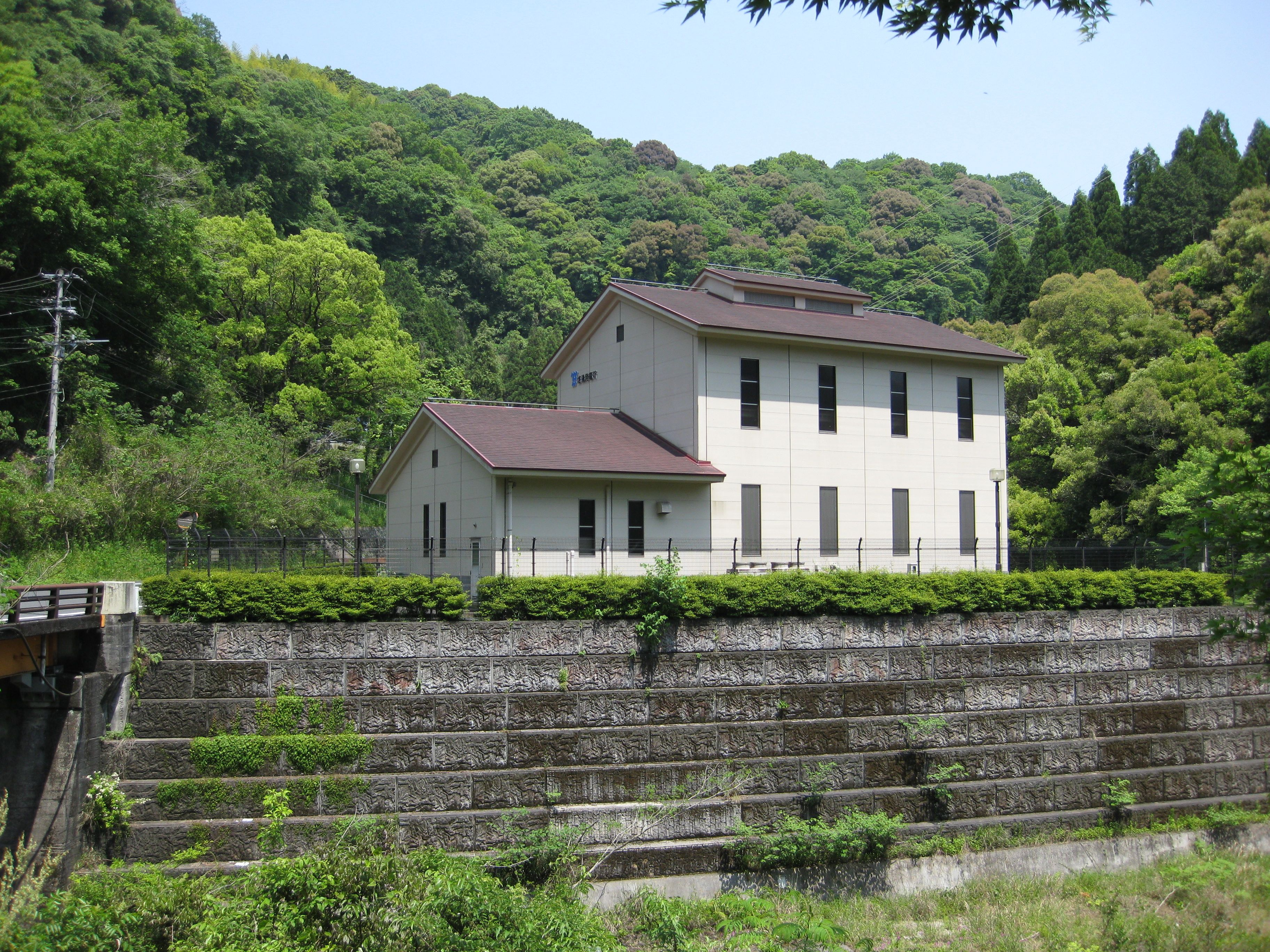
塩浸発電所（2009年撮影）

  - 7月 - 第一発電所（小山田発電所）完成。
  - 8月1日 - 開業。
- 1900年（明治32年）
  - 7月 - 第二発電所（河頭発電所）運転開始。
- 1908年（明治41年）
  - 8月 - 第三発電所（滝之神発電所）運転開始。
- 1912年（明治45年）
  - 3月 - 第四発電所（小鹿野発電所）運転開始。
- 1917年（大正6年）
  - 12月 - 西部合同瓦斯との間で同社経営の鹿児島市内ガス事業を譲り受ける契約を締結。
- 1918年（大正7年）
  - 1月31日 - 電気工業瓦斯株式会社へ社名変更。
- 1921年（大正10年）
  - 9月 - 第五発電所（妙見発電所）運転開始。
- 1923年（大正12年）
  - 4月9日 - 社名を鹿児島電気株式会社へ戻す。
- 1928年（昭和3年）
  - 5月 - ガス事業を日本水電へ譲渡。
- 1934年（昭和9年）
  - 12月 - 塩浸発電所運転開始。
- 1940年（昭和15年）
  - 2月1日 - 熊本電気に合併され解散。熊本電気は九州電気株式会社へ改称。
- 1942年（昭和17年）
  - 4月1日 - 配電統制令により九州電気は九州配電（九州電力の前身）へ統合。

## 供給区域
1938年（昭和13年）12月末時点における電灯・電力供給区域は以下の通り。
- 鹿児島市
- 鹿児島郡
  - 伊敷村・谷山町（大字五ケ別府を除く[27]）（現・鹿児島市）
- 日置郡
  - 伊集院町・下伊集院村・東市来町（現・日置市）
  - 上伊集院村・郡山村（現・鹿児島市）
- 姶良郡
  - 牧園村・霧島村（大字重久の一部を除く[27]）（現・霧島市）

## 発電所一覧
鹿児島電気が運転していた発電所は、以下に示す水力発電所6か所、火力発電所1か所の合計7か所である。
| 発電所名        | 種別 | 出力 (kW)                       | 所在地・河川名                                              | 運転開始   | 備考                                                                                      |
| --------------- | ---- | ------------------------------- | ----------------------------------------------------------- | ---------- | ----------------------------------------------------------------------------------------- |
| 小山田 （第一） | 水力 | 100 →118                        | 鹿児島郡伊敷村（現・鹿児島市） （河川名：甲突川）           | 1898年7月  | 1930年出力変更 現・九電小山田発電所（北緯31度39分43秒 東経130度29分36秒）                 |
| 河頭 （第二）   | 水力 | 150 →175                        | 鹿児島郡伊敷村（現・鹿児島市） （河川名：甲突川）           | 1900年7月  | 1930年出力変更 現・九電河頭発電所（北緯31度39分6秒 東経130度30分20.5秒）                  |
| 滝之神 （第三） | 水力 | 150                             | 鹿児島郡吉野村（現・鹿児島市） （河川名：稲荷川）           | 1908年8月  | 1973年3月廃止                                                                             |
| 小鹿野 （第四） | 水力 | 850 →1,360 →2,160               | 姶良郡牧園村（現・霧島市） （河川名：天降川水系霧島川）     | 1912年3月  | 1914年・1931年出力変更 現・九電小鹿野発電所（北緯31度48分31.5秒 東経130度47分19.5秒）     |
| 妙見 （第五）   | 水力 | 800 →2,200 →2,560 →3,460 →3,660 | 姶良郡牧園村（現・霧島市） （河川名：天降川水系金山川ほか） | 1921年9月  | 1923年・30年・33年・34年出力変更 現・九電妙見発電所（北緯31度48分46秒 東経130度45分25秒） |
| 塩浸            | 水力 | 1,840                           | 姶良郡牧園村（現・霧島市） （河川名：天降川水系金山川）     | 1934年12月 | 現・九電塩浸発電所（北緯31度50分3秒 東経130度44分13秒）                                   |
| 火力 （永吉）   | 汽力 | 1,000                           | 鹿児島市原良町                                              | 1919年12月 | 1941年以降の状況不詳                                                                      |

上記発電所のうち、水力発電所6か所は九州電気から九州配電へ継承され、さらに1951年（昭和26年）以降は九州電力（九電）に引き継がれている。